# Fancy Farm (Kentucky)

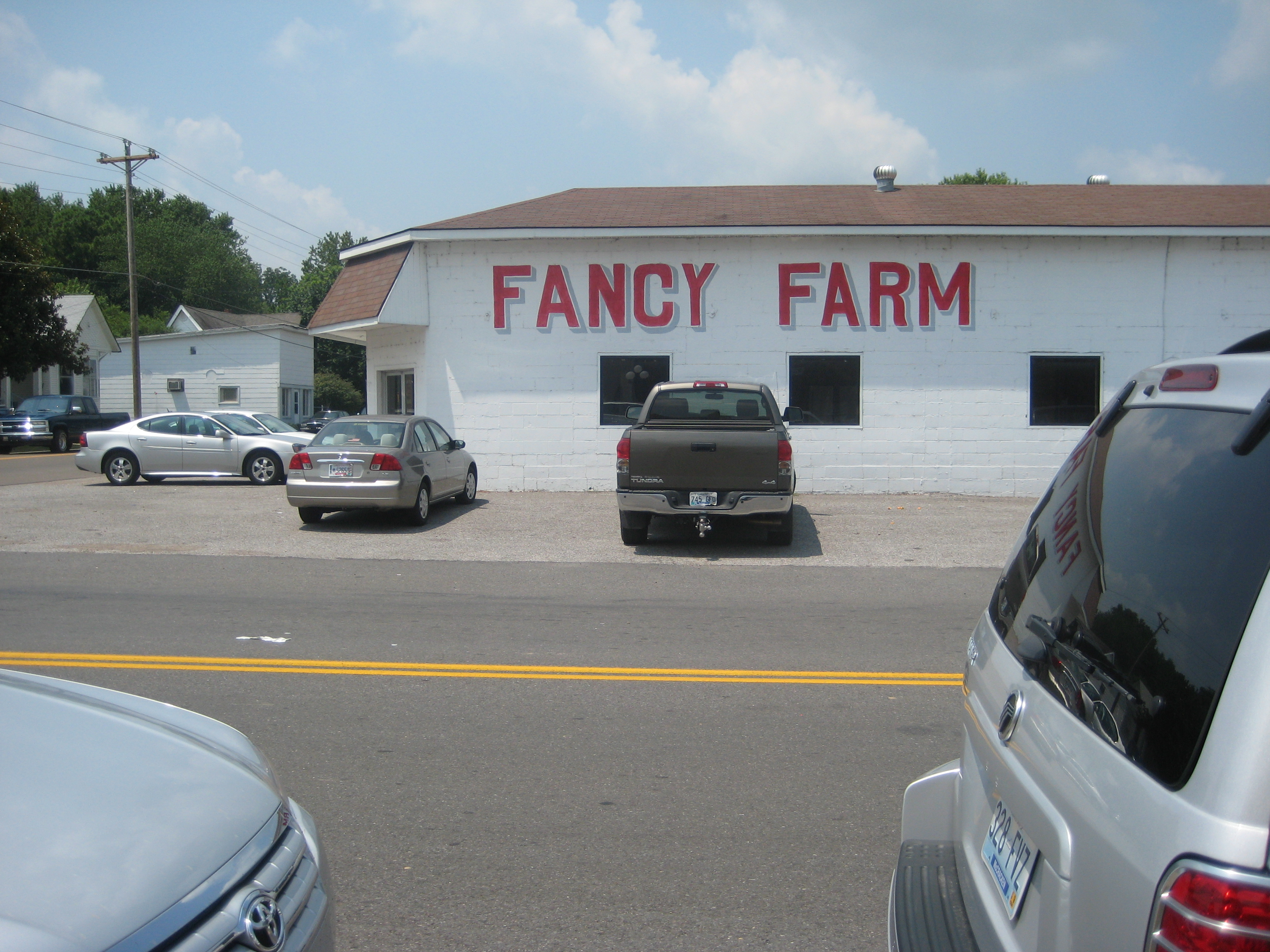
Ansicht der Innenstadt, 2008. (Das Gebäude wurde zwischen 2010 und 2012 abgerissen.)

Fancy Farm ist ein gemeindefreies Gebiet und ein census-designated place in Kentucky, USA. Das U.S. Census Bureau hat bei der Volkszählung 2020 eine Einwohnerzahl von 403 ermittelt.

## Geschichte und Namensgebung
Fancy Farm liegt an der Kentucky Route 80, in einem Gebiet, welches trotz der Staatsgründung Kentuckys (1792) erst 1818 zum Staatsgebiet Kentuckys gelangte (sogenannter Jackson Purchase, der Präsident Andrew Jackson kaufte das Gebiet von den Chickasaw-Indianern ab).

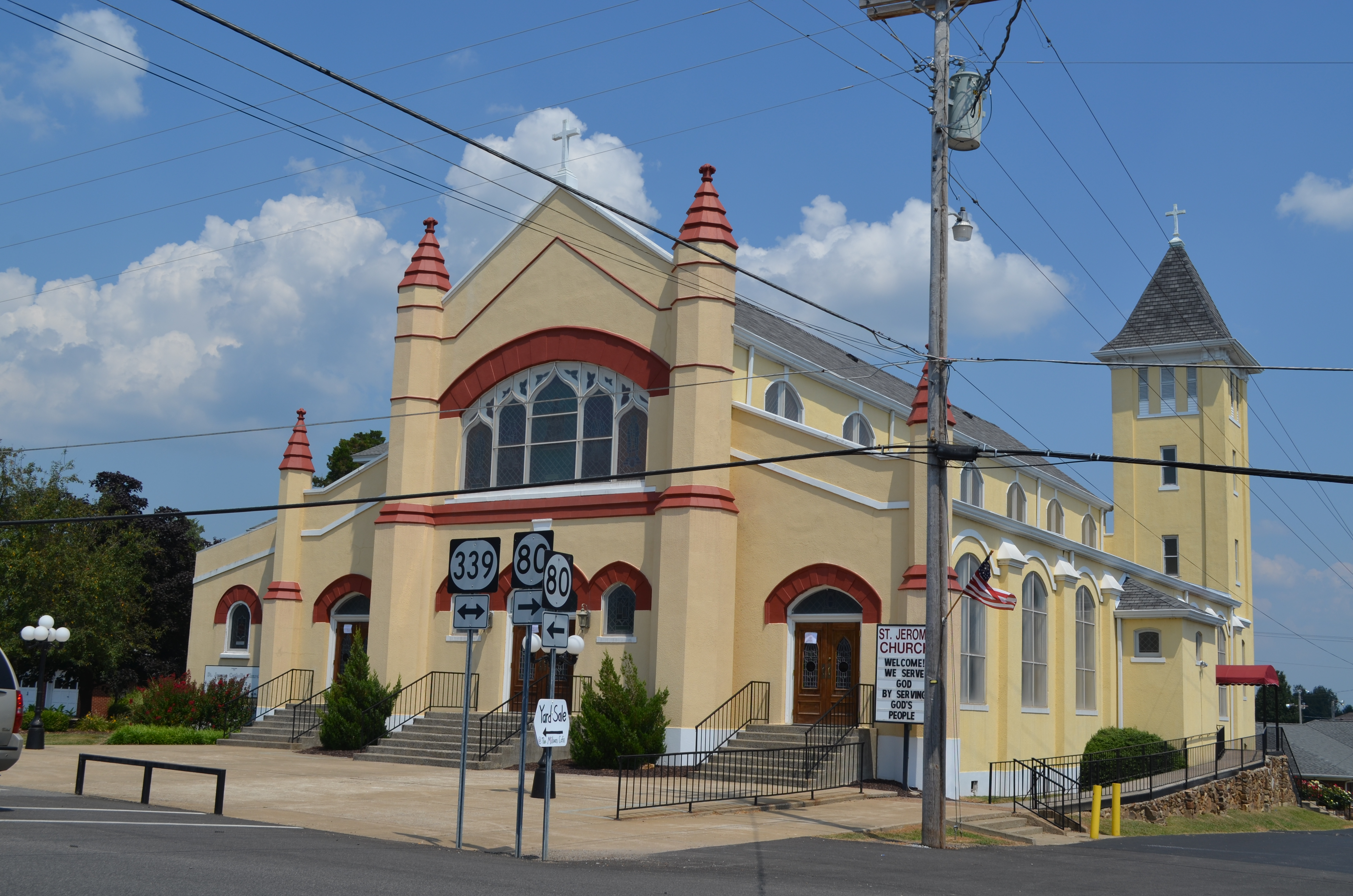
Katholische Kirche, 2014

Die Siedlung wurde 1829 wurde in einem stark römisch-katholisch geprägten Gebiet angelegt, und der Bau der Hieronymus-Kirche (1836, englisch St. Jerome Church) beschleunigte das Wachstum des Dorfes. Laut einer Quelle stammt der Name Fancy Farm von der Eröffnung des Postbüros; ein Bewerber für das Amt des Postmeisters schlug angeblich vor, St. Jerome Farm in Fancy Farm umzutaufen. Die erste offizielle Erwähnung erfolgte 1870 als ein Postbüro im Boswell Precinct, und die erste Erwähnung als Siedlung in der 1910er Volkszählung. 1920 galt Fancy Farm schließlich als Gemeinde in seinem eigenen Distrikt (precinct).

### Demografie
Nach der Volkszählung von 2010 lebten 458 Personen in Fancy Farm, wovon 116 über 61 Jahre alt waren. 98 Menschen waren jünger als 18 Jahre. Die Bevölkerung ist fast ausschließlich weiß.

## Jährliches Picknick
Das Dörfchen ist weit über die Grenzen Kentuckys bekannt für seine jährliche politische Zusammenkunft am ersten Samstag im August. Die Bekanntheit des Festes ist derart groß geworden, dass die wichtigeren Politiker Kentuckys Aufmerksamkeit auf sich ziehen, wenn sie daran nicht teilnehmen. Das Picknick zieht jedes Jahr etwa 12.000 bis 15.000 Besucher an.
Die Veranstaltung begann 1881 als jährliches Picknick und wurde zunächst auf dem Gelände der katholischen Kirche durchgeführt. Die ersten Reden von Politikern gehen auf die frühen 1900er Jahre zurück. Seit Kentucky 1956 den Zeitpunkt seiner Vorwahlen von August in den Mai verlegte, gilt der „Fancy Farm Picnic“ genannte Anlass als Startschuss der herbstlichen Wahlkampagne.
Zu den bekanntesten Gästen mit vielen Auftritten gehören George C. Wallace (1975, vorher und nachher Gouverneur von Alabama), Lloyd Bentsen (Senator von Texas, später Finanzminister) und die Vizepräsidenten Alben Barkley und Al Gore.
Neben den Reden finden die üblichen Jahrmarkt-Aktivitäten statt, wie Bingo-Spiele, Tombolas und Wettläufe über 5000 Meter und eine Meile. Im Jahr 1982 errang das Fancy Farm Picnic den damaligen Weltrekord für das weltgrößte Picknick: Die Gäste verzehrten 15.000 Pfund gegrillten Hammel, Schwein und Geflügel.
Der Erlös des Picknicks fließt in die katholische Grundschule des Ortes, und in lokale Entwicklungsprojekte. Auswärtige Händler sind nicht zugelassen, außer Verkäufer politischer Sammelobjekte wie Abzeichen, Aufkleber, T-Shirts und ähnlichem.